# Khurja
Khurja là một thành phố và là nơi đặt ban đô thị (municipal board) của quận Bulandshahr thuộc bang Uttar Pradesh, Ấn Độ.

## Địa lý
Khurja có vị trí 28°15′B 77°51′Đ / 28,25°B 77,85°Đ Nó có độ cao trung bình là 197 mét (646 feet).

## Nhân khẩu
Theo điều tra dân số năm 2001 của Ấn Độ, Khurja có dân số 98.403 người. Phái nam chiếm 53% tổng số dân và phái nữ chiếm 47%. Khurja có tỷ lệ 53% biết đọc biết viết, thấp hơn tỷ lệ trung bình toàn quốc là 59,5%: tỷ lệ cho phái nam là 60%, và tỷ lệ cho phái nữ là 45%. Tại Khurja, 16% dân số nhỏ hơn 6 tuổi.